# Ares Galaxy
Ares Galaxy — BitTorrent-клієнт для Microsoft Windows. Також підтримує свою файлообмінну мережу, має функціональність медіаплеєра та чату з можливістю хеш-посилань. Програма написана на Delphi/Kylix і поширюється під ліцензією GNU GPL.
Програма з'явилася в середині 2002 року як клієнт для файлообмінної мережі Gnutella. Засмучений повільним темпом розробки консорціуму Gnutella, головний розробник клієнта Ares, Альберто Тревес (Alberto Treves), створив свою файлообмінну мережу. Повідомлялося, що за кілька місяців після створення мережа зросла до 600 000 користувачів за одиницю часу[уточнити]. Інтерфейс спочатку нагадував Napster. Зараз інтерфейс Ares Galaxy більше схожий на Windows Media Player. До появи BitTorrent-функціональності програма найкраще підходила переважно для звантаження невеликих файлів, наприклад музичних файлів.
Починаючи з версії 1.9.4, підтримує обмін файлами за протоколом BitTorrent, з версії 1.9.9 експериментально підтримує SHOUTcast.

## Альтернативні клієнти
Оскільки автор Ares Galaxy разом із клієнтом створив окрему файлообмінну мережу, то до неї з'явилися альтернативні клієнти:
- Warez P2P (сумісний до версії 3.1.1 2007 року)
- Файлообмінні програми на рушії giFT, наприклад Poisoned (Mac OS X) або KCeasy (Windows) (офіційну розробку рушія giFT зупинено 2004 року)
- FileCroc
- iGotcha! (Mac OS X)
- Ares Gold Архівна копія на сайті Wayback Machine.
- FilePipe P2P